# 東大阪クラクション殺人事件
東大阪クラクション殺人事件（ひがしおおさかクラクションさつじんじけん）とは、1977年（昭和52年）に発生した殺人事件である。別名を東大阪警笛殺人事件ともいう。
なおクラクションとは事件発生の原因であるが、被害者に過失があるものではない。

## 事件の概略
1977年（昭和52年）8月27日17時頃、大阪府東大阪市内の市道は幹線道路の抜け道であったため帰宅ラッシュで混雑していた。この時、前走車が発進したにもかかわらず1台のライトバンが発進しようとしなかった。そのため、後方のライトバンを運転し、自宅まで100メートルであった帰宅途中の会社員の男性（当時37歳）は、前方のライトバンに警笛（クラクション）を鳴らした。この行為は日常的にどこにでも見られるものであった（ただし厳密には法律上警笛の目的外使用にあたる）。
しかし、ライトバンを運転していた元暴力団員（当時32歳）はクラクションを鳴らされたことに腹を立て、会社員のライトバンに詰め寄って所持していた拳銃で会社員の首に発砲した。会社員は病院に搬送されたが同日18時に死亡し、元暴力団員は助手席にいた愛人（当時33歳）と逃亡した。この事件は「クラクション殺人」として大きく報道され、社会問題化した。
警察は被疑者の愛人を割り出し、8月30日に同行を求めた。愛人は服毒自殺を図ったが救命措置で一命を取り留め、元暴力団員の犯行を認めた。被疑者は傷害と覚醒剤取締法違反などで逮捕歴18回、前科5犯の常習犯であったが、殺人の前科はなかった。犯行に使用した拳銃は六連発で、弾丸が残っており同様の事件を起こす恐れがあったが、9月2日に潜伏先の大阪市内のホテルで逮捕された。
被疑者は刑事裁判において、犯行時に覚醒剤を服用していてその幻覚作用の影響下にあり心神耗弱であったことを主張したが、犯行後に大阪府内を逃亡したことから責任能力はあるものと判断された。検察側からは無期懲役が求刑され、一審の大阪地方裁判所は同様の判決を下した。二審の大阪高等裁判所は1979年（昭和54年）7月28日に、心神耗弱は認められず犯行動機も身勝手であると非難したものの、当時の有期刑では最長の懲役20年に減刑した。その理由は、無期懲役でも量刑不当ではないが反省しているというものであった。
なお、労働省（現在の厚生労働省）は被害者遺族に対し、勤務先から帰宅途中の労働災害と認定して1977年12月に遺族年金支給を決定した。労働省の見解は「ピストルを持った無法者の横行は、キバをむいて街をうろつく野犬と同じ」というものであった。